# Lissonota quadrinotata
Lissonota quadrinotata là một loài tò vò trong họ Ichneumonidae.